# Azeite de dendê

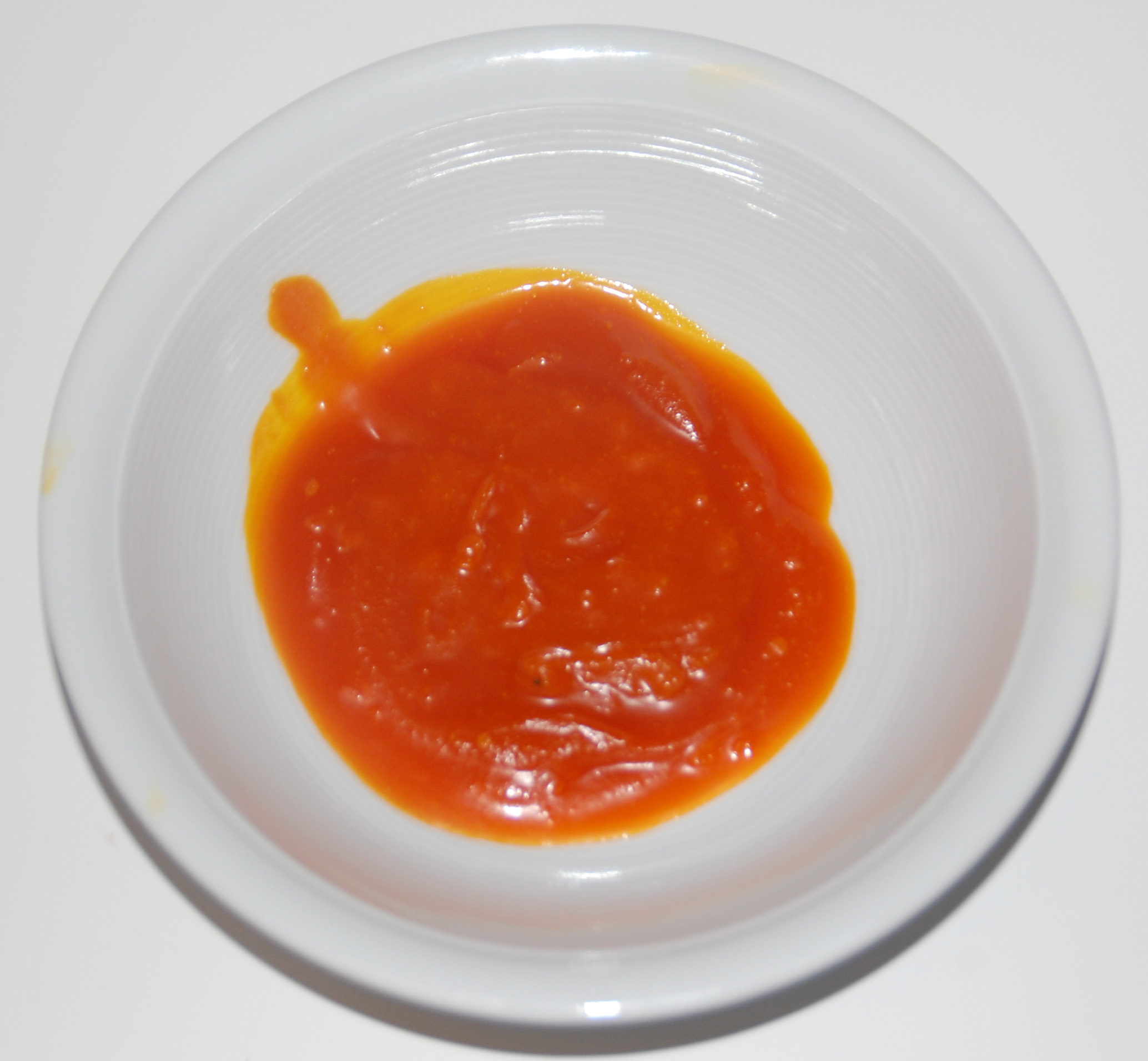
Tigela com azeite de dendê

O azeite de dendê, azeite de dendém ou óleo de palma é um óleo popular nas culinárias africana e brasileira e, também, no candomblé. É produzido a partir do fruto da palmeira conhecida como dendezeiro (Elaeis guineensis), originária do oeste da África e consumido pelos humanos há mais de 5mil anos. Indispensável na cozinha afro-brasileira, é utilizado em pratos de origem africana como o vatapá e o acarajé. Em Angola é usado, por exemplo, na preparação da moamba de galinha. Além do uso culinário, o azeite de dendê pode também substituir o óleo diesel, embora seja muito mais caro, sendo ainda rico em vitamina A.
É empregado na fabricação de sabão e vela, para proteção de folhas de flandres e chapas de aço, fabricação de graxas e lubrificantes e artigos vulcanizados. O processo de extração do azeite pode ser artesanal ou não e pode levar horas, já que o fruto de cor marrom ou castanha escura é firme.
Cada hectare cultivado com palmeiras do tipo Elaeis guineensis pode produzir, em média, entre 3 e 5 toneladas de óleo de palma por ano, podendo alcançar rendimentos superiores em condições ideais de cultivo. Esse alto rendimento por área cultivada, aliado a baixos custos de produção em larga escala, torna o óleo de palma um dos óleos vegetais mais baratos do mundo para consumo humano.

## História

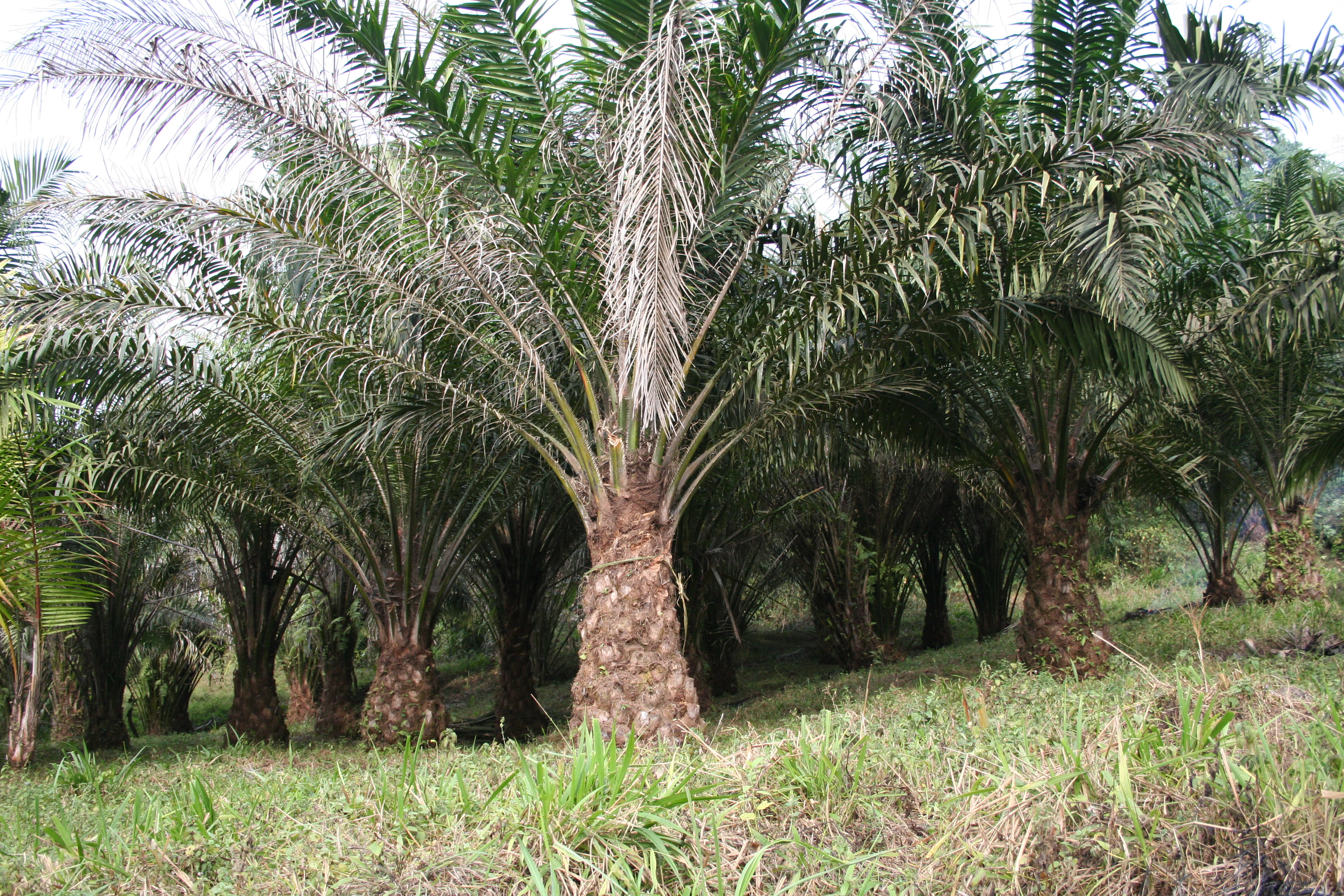
Árvore de óleo de palma (Elaeis guineensis)

O óleo originário desta palmeira, o azeite de dendê, é consumido há mais de cinco mil anos, e foi introduzido na América a partir do século XVI, coincidindo com o início do tráfico negreiro para o Brasil. Especula-se que o dendezeiro tenha chegado às terras brasileiras junto com os primeiros cativos africanos à Capitania de Pernambuco de Duarte Coelho, entre 1539 e 1542, trazido pelos feitores de escravos.
Na sua "Notícia da Bahia" (1759), José Antonio Caldas informava que os navios negreiros, na ocasião, frequentavam a Costa da Mina para negociar "azeite de palmas" além de escravos.

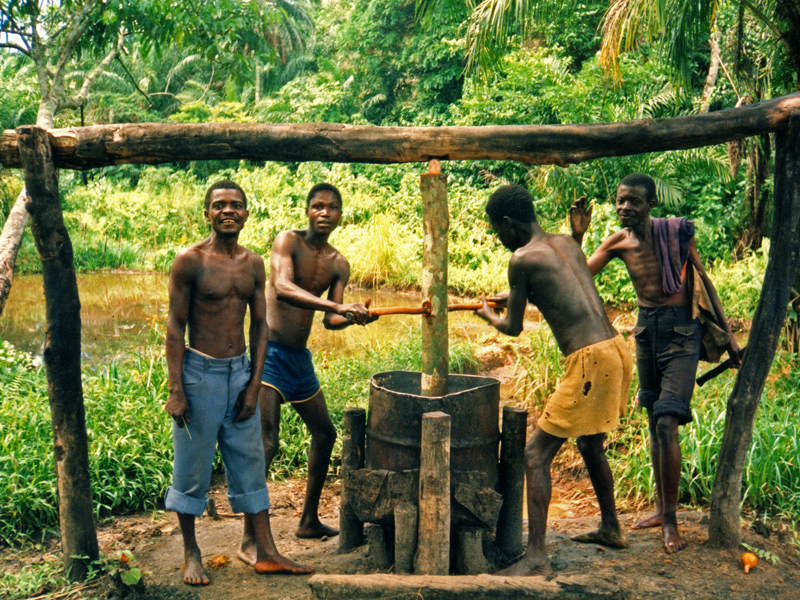
Prensagem dos frutos fervidos do dendezeiro para extração de óleo na República Democrática do Congo

Vilhena conseguiu encontrar estatísticas de 1798 que mostram que, naquele ano, entraram na Bahia mil canadas de azeite de palmas da Costa da Mina e 500 canadas da ilha de São Tomé, no valor total de 1 500$, ou seja, a mil-réis a canada – cerca de 4 000 litros. No momento, porém, em que escrevia suas Cartas Soteropolitanas (1802), já estava aclimado o dendezeiro, tanto que o professor régio propunha que "fossem plantados nas terras dos engenhos, a fim de se extrair, do coco, azeite, tempero essencial da maior parte das viandas dos pretos e ainda dos brancos criados com eles".

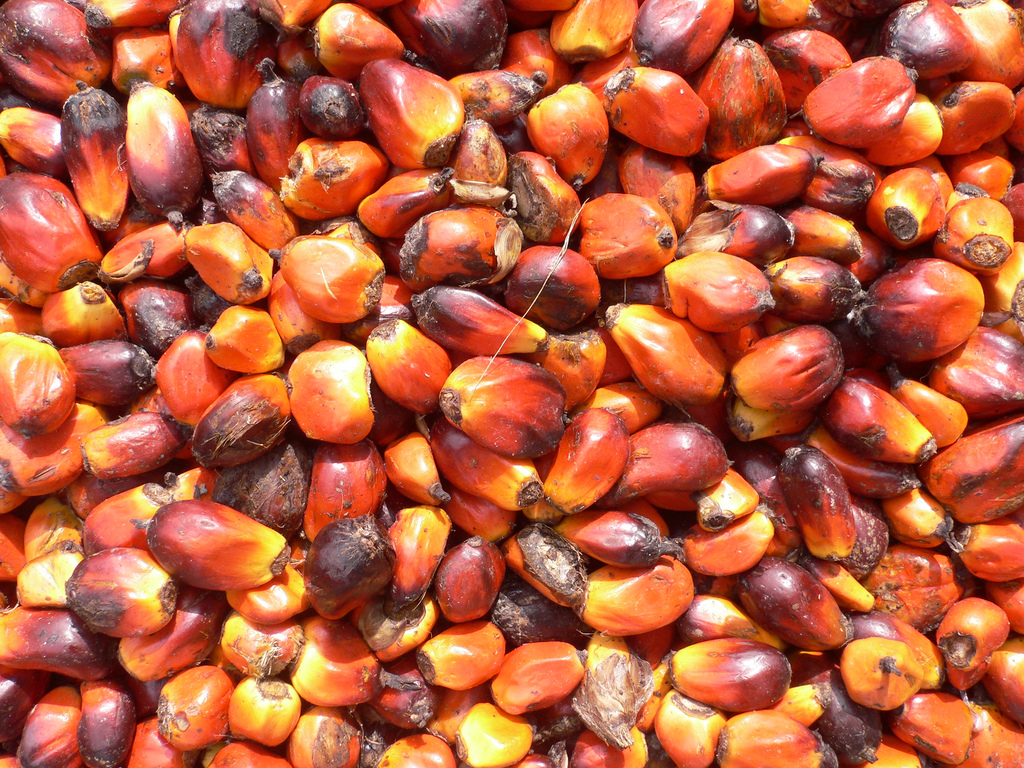
Frutos de dendezeiro em Gana

A importância do azeite retirado do dendezeiro, chamado óleo de dendém ou azeite de palma, pode ser vista com o Alvará Régio, de 1813, do Príncipe Regente D. João, ao isentar de taxas de alfândega o sabão e o azeite de palma, ou como é mais conhecido, óleo de palma ou óleo de dendê, vindos da Ilha de São Tomé, na África. 
O Jornal do Commercio do Rio de Janeiro, em 10 de julho de 1835, estampava o seguinte anúncio: "Participa-se aos que vendem angu, que na rua dos Ourives n. 137, se acha a venda azeite de dendê fresco, em barris, a 1$200 cada medida".
No contexto atual, o azeite de dendê é o segundo óleo mais produzido e consumido no mundo, representando 18,49 por cento da produção e 20,40 por cento do consumo mundial. O dendê é muito usado na culinária baiana, que se baseia em sabedoria ancestral trazida da África. Dá, à comida, sabor, cor e aroma peculiares, de que é exemplo o vatapá.

## Beneficiamento

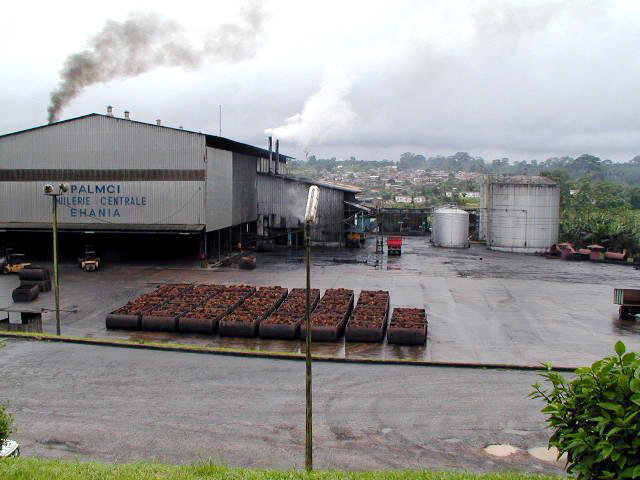
Fábrica de azeite de dendê em Aboisso, na Costa do Marfim

O beneficiamento da produção deve ser iniciado imediatamente após a colheita e consta das seguintes etapas:
1. esterilização - tem, como finalidade, inativar enzimas que provocam acidez e facilitar o desprendimento dos frutos do cacho;
2. debulha - cuja finalidade é separar os frutos do cacho;
3. digestão - quebra estrutura das células da polpa, facilitando a liberação do óleo;
4. prensagem - a massa saída do digestor é submetida à prensagem, separando o óleo e uma mistura de fibras e sementes que em seguida passa pelo desfibrador, que por ventilação separa as fibras das sementes.

As fibras são utilizadas como combustível nas caldeiras; as sementes são transportadas para os secadores; após a secagem são encaminhadas para os quebradores e em seguida são separadas as cascas e amêndoas, das quais, após serem trituradas por prensagem, se extrai o óleo de palmiste; o resíduo restante representa a torta, que contém 14 a 18% de proteína e pode ser utilizada como componente de ração animal.

## Composição e usos

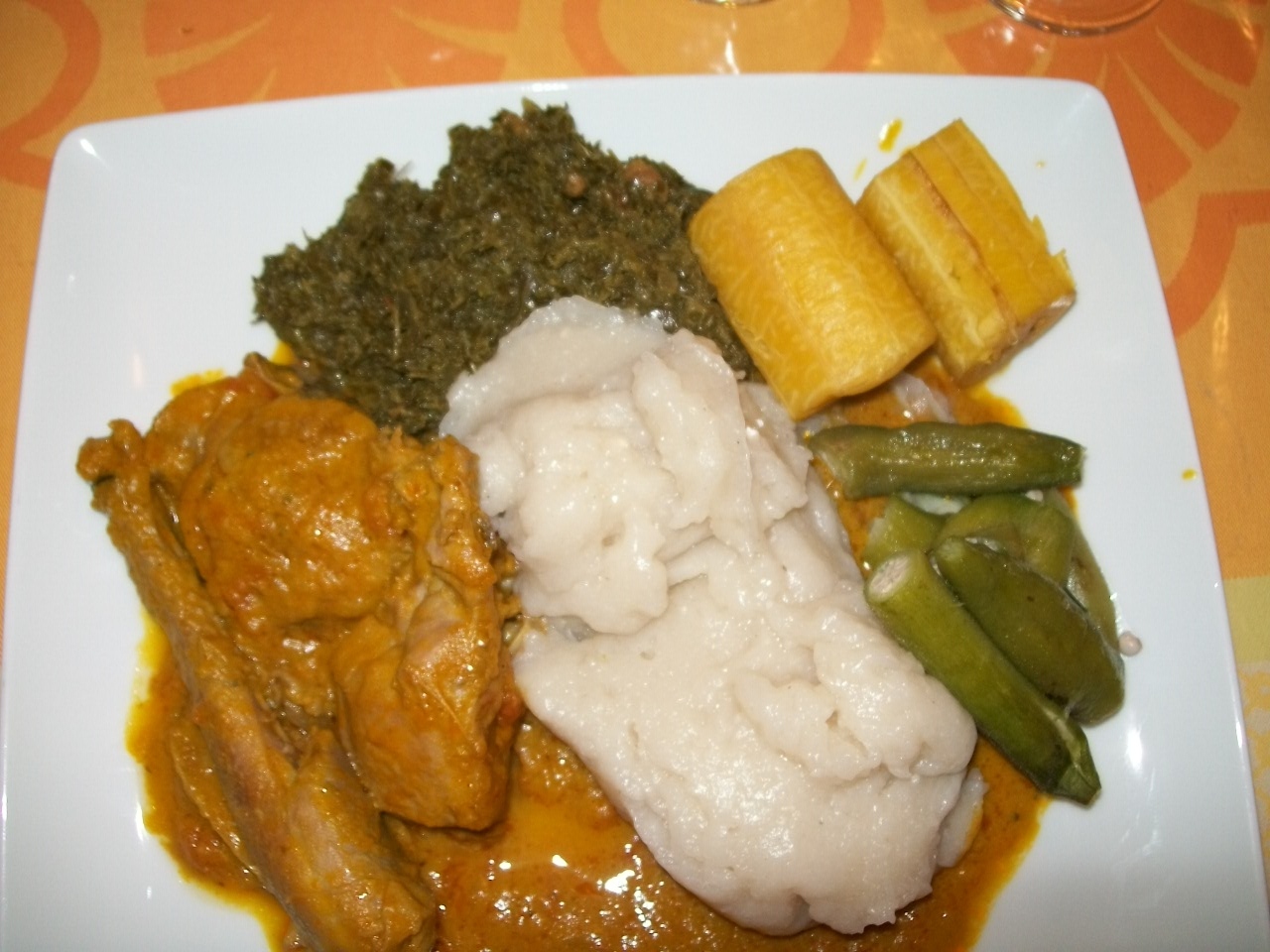
Moamba de galinha, tradicional prato de Angola que é feito com azeite de dendê

O azeite de dendê contém proporções iguais de ácidos graxos saturados (palmítico 44% e esteárico 4%) e não saturados (oleico 40% e linoleico 10%). É uma fonte natural de vitamina E, tocoferóis e tocotrienóis que atuam como antioxidantes. É rico também em betacaroteno, fonte importante de vitamina A. O óleo de dendê é avermelhado devido a grande quantidade de vitamina A, 14 vezes maior que na cenoura. No entanto, o aquecimento do óleo para frituras acaba destruindo a vitamina A e deixando o óleo branco.
É o óleo mais apropriado para fabricação de margarina, pela sua consistência e por não rancificar, excelente como óleo de cozinha e frituras, sendo também utilizados na produção de manteiga vegetal, apropriada para fabricação de pães, bolos, tortas, biscoitos finos, cremes etc. O maior uso de óleo de dendê é como matéria-prima na fabricação de sabões, sabonete, sabão em pó, detergentes e amaciantes/amaciadores de roupa biodegradáveis, podendo, ainda, ser utilizado (com restrições) como combustível em motores a diesel.

## Saúde e Desvantagens do Óleo
O Azeite de Dendê pode ser prejudicial a saúde, principalmente se consumido em excesso ou que utilizem alguns tipos de processo na preparação do alimento. Este óleo pode ter 50% de teor de gordura saturada, Em alguns dos preparos na indústria, o óleo é mantido em temperatura ambiente, em um estado semissólido e pode causar intoxicações no corpo.  Devido a altos graus de ácido saturado (Colesterol LDL), a identificação do óleo de palma (Ou azeite de Dendê) nos produtos se tornou obrigatória, e a recomendação é de que o consumo seja moderado.
Porém devido ao seu custo mais baixo comparado a outros azeites, ele é utilizado em diversos produtos industrializados.

## Produção mundial
A maioria da produção mundial de óleo de palma concentra-se na Ásia, com cerca de 88% do total mundial.
| País                                     | Produção em 2021 (toneladas anuais) |
| ---------------------------------------- | ----------------------------------- |
| Indonésia                                | 49 710 345                          |
| Malásia                                  | 18 116 354                          |
| Tailândia                                | 2 940 000                           |
| Colômbia                                 | 1 747 000                           |
| Colômbia                                 | 5.878.504                           |
| Níger                                    | 1 350 000                           |
| Guatemala                                | 800 000                             |
| Papua-Nova Guiné                         | 765 000                             |
| Honduras                                 | 650 000                             |
| Brasil                                   | 579 158                             |
| Fonte: Food and Agriculture Organization |                                     |